# Día de la Constitución noruega
Día de la Constitución noruega es el día nacional de Noruega y es un día festivo oficial que se celebra cada 17 de mayo. Entre los noruegos, el día se conoce simplemente como syttende mai (literalmente «17 de mayo»), Nasjonaldagen (El Día Nacional) o Grunnlovsdagen (El Día de la Constitución), aunque este último es menos frecuente.

## Antecedentes históricos
La Constitución de Noruega fue firmada en Eidsvoll el 17 de mayo de 1814. La constitución declaró a Noruega como un reino independiente en un intento por evitar ser cedido a Suecia después de la devastadora derrota entre Dinamarca y Noruega en las Guerras Napoleónicas.
La celebración de este día inició de manera espontánea entre los estudiantes y otras personas en un comienzo. Sin embargo, Noruega se encontraba en ese momento en unión con Suecia (después de la Convención de Moss en agosto de 1814), y durante algunos años el rey de Suecia y Noruega se mostró reacio a permitir las celebraciones. Durante la década de 1820, el rey Karl Johan lo prohibió, creyendo que las celebraciones de este tipo eran en realidad una especie de protesta o desprecio, incluso una revuelta, contra la unión. La actitud del rey cambió después de la Batalla de la Plaza en 1829, un incidente que resultó en tal conmoción que el rey tuvo que permitir conmemoraciones ese día. Sin embargo, no fue hasta 1833 que se celebraron discursos públicos, y se inició una celebración oficial cerca del monumento del exministro de gobierno Christian Krohg, que había pasado gran parte de su vida política frenando el poder personal del monarca. La dirección de la actividad quedó en manos de Henrik Wergeland, atestiguado y explicado por un informante enviado por el propio rey.
Después de 1864, la festividad se logró establecer permanentemente cuando se lanzó el primer desfile de niños en Christiania, que al principio se realizaba solo por varones. Esta iniciativa fue tomada por Bjørnstjerne Bjørnson, aunque Wergeland realizó el primer desfile de niños conocido en Eidsvoll alrededor de 1820. Fue solo en 1899 que se permitió a las niñas participar en el desfile por primera vez. En 1905, la unión con Suecia se disolvió y el Príncipe Carlos de Dinamarca fue elegido para ser Rey de una Noruega independiente, bajo el nombre de Haakon VII. Obviamente, esto puso fin a cualquier preocupación sueca por las actividades del Día Nacional.
Por una coincidencia histórica, la Segunda Guerra Mundial terminó en Noruega nueve días antes del Día de la Constitución de ese año, el 8 de mayo de 1945, cuando las fuerzas alemanas de ocupación se rindieron. Incluso si el Día de la Liberación es un día oficial de bandera en Noruega, no es un día festivo oficial y no se celebra ampliamente. En su lugar, se ha agregado un significado nuevo y más amplio a la celebración del Día de la Constitución de Noruega el 17 de mayo.

## Los desfiles de los niños

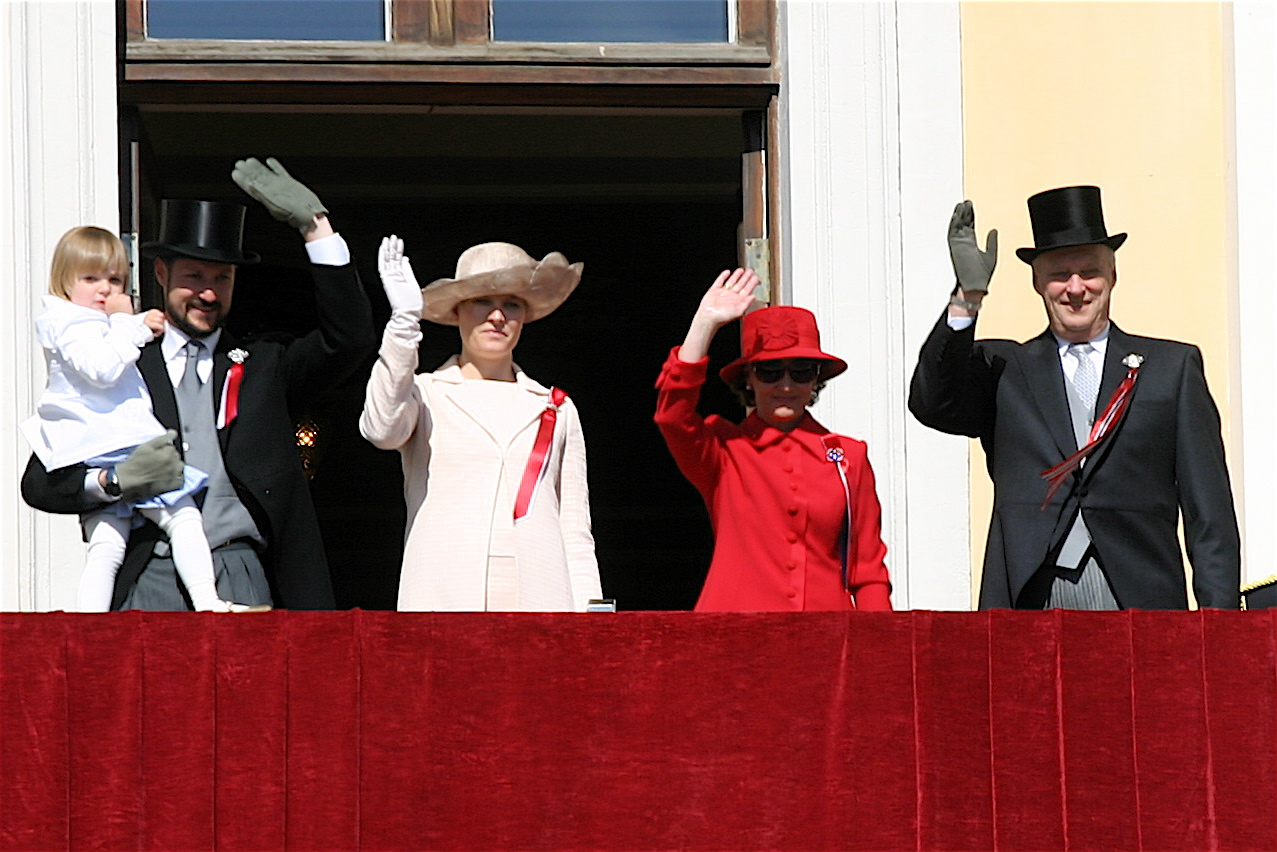
En Oslo, el desfile de niños termina en los jardines del Palacio Real con la familia real noruega presente en el balcón, 2006.

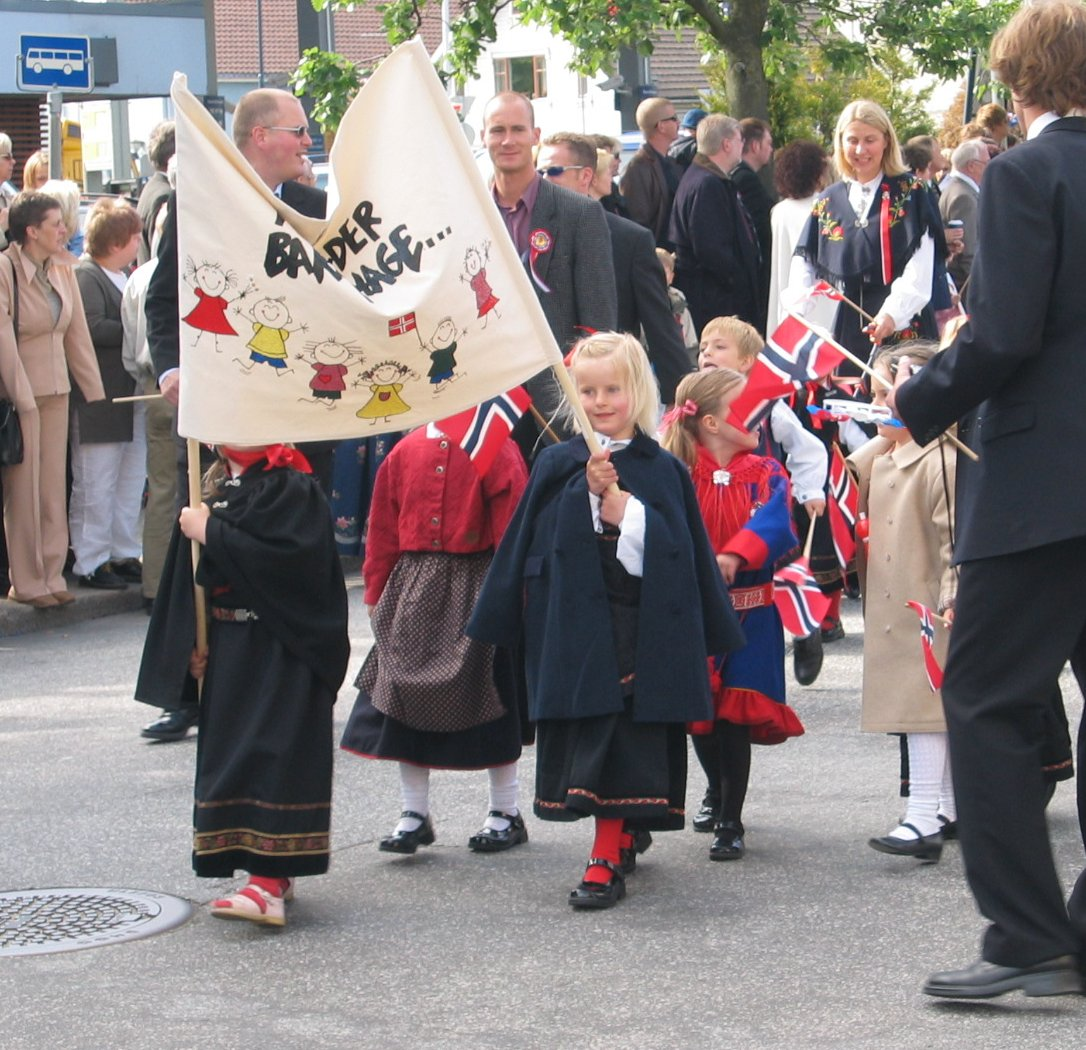
Parte de un jardín de infantes en un desfile de niños. El Gákti, la vestimenta tradicional del pueblo Sami, es usado por uno de los niños.

Un aspecto notable del Día de la Constitución de Noruega es su naturaleza no militar. En toda Noruega, los desfiles infantiles con una gran cantidad de banderas forman los elementos centrales de la celebración. Cada distrito escolar de primaria organiza su propio desfile con bandas de música entre las escuelas. El desfile lleva a los niños a través de la comunidad, a menudo haciendo paradas en hogares de ancianos, monumentos de guerra, etc. El desfile más largo es en Oslo, donde unas 100 000 personas viajan al centro de la ciudad para participar en las principales festividades. Esto se transmite en la televisión cada año, con comentarios sobre disfraces, pancartas, etc., junto con informes locales de celebraciones en todo el país. El enorme desfile de Oslo incluye unas 100 escuelas, bandas de música y el palacio real donde la familia real recibe a las personas desde el balcón principal.
Por lo general, el desfile de niños de una escuela consistirá en algunos niños de la escuela superior que llevan el estandarte oficial de la escuela, seguidos de un grupo de otros niños mayores que llevan banderas noruegas de tamaño normal y la banda de música de la escuela. Después de la banda, el resto de la escuela los siguen con banderas del tamaño de una mano, primero los más jóvenes y con pancartas hechas a mano para cada formación o incluso para cada clase. Los jardines infantiles cercanos también pueden haber sido invitados a unirse. A medida que pasan, los espectadores pueden unirse detrás del desfile oficial y seguir el desfile de regreso a la escuela.
Dependiendo de la comunidad, el desfile puede hacer paradas en sitios particulares a lo largo de la ruta, como un asilo de ancianos o un memorial de guerra. En Oslo, el desfile se detiene en el Palacio Real, mientras que Skaugum, el hogar del príncipe heredero, ha sido un punto de paso tradicional para los desfiles en Asker.
Durante el desfile tocará una banda de música y los niños cantarán letras sobre la celebración del Día Nacional. El desfile concluye con el canto estacionario del himno nacional "Ja, vi elsker dette landet" (típicamente los versos 1, 7 y 8), y el himno real "Kongesangen".
Además de las banderas, las personas suelen usar cintas rojas, blancas y azules. Aunque es una tradición de larga data, últimamente se ha vuelto más popular para los hombres, las mujeres y los niños el uso de atuendos tradicionales, llamados bunad. Los niños también hacen mucho ruido gritando "¡Hurra!", Cantando, silbando y agitando sonajeros.

## Celebración adicional
En toda Noruega se encuentran monumentos conmemorativos de los caídos en las guerras y de otras personas nacionales notables honradas con discursos y coronas a primera hora de la mañana. En muchos lugares (como en Oslo) al mediodía, se realiza un saludo con disparo de cañón.
Además de los desfiles de niños, hay desfiles para el público (borgertog), donde todos los ciudadanos pueden participar. Están dirigidos por bandas de música y, a menudo, scouts locales, coros locales, ONG, etc. Esto se lleva a cabo temprano en la mañana o en la tarde, antes o después del desfile escolar.
Todos los desfiles comienzan o terminan con discursos. Tanto los adultos como los niños mayores están invitados a hablar. Después de los desfiles, hay juegos para los niños, y con frecuencia se consumen muchos helados, dulces y perritos calientes.

## Russ

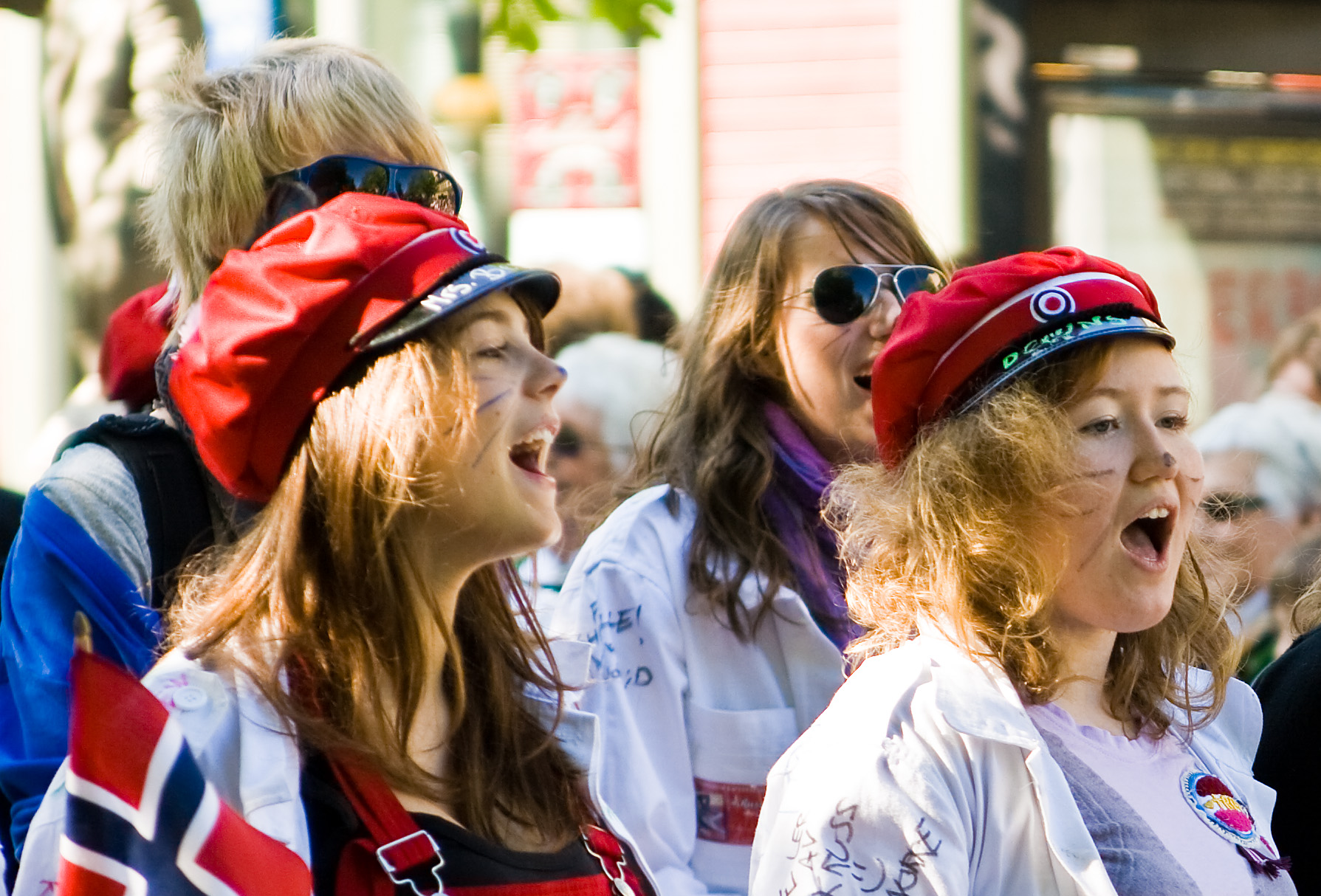
Graduados de secundaria, «russ», durante el desfile de niños en Trondheim.

La clase graduada de videregående (escuela secundaria superior), el equivalente noruego de la escuela secundaria, conocido como russ, tiene su propia celebración el 17 de mayo, permaneciendo despiertos toda la noche y recorriendo la comunidad. Los russ también tienen sus propios desfiles al final del día, generalmente alrededor de las 4 o 5 de la tarde. En este desfile, russ desfilarán por la calle con su russebil (automóvil russ) llevando pancartas. Pueden parodiar diversos aspectos locales y políticos, aunque recientemente esto se ha vuelto menos frecuente. Los desfiles de russ últimamente se han vuelto más y más pequeños debido a la represión policial.

## Celebración en todo el país

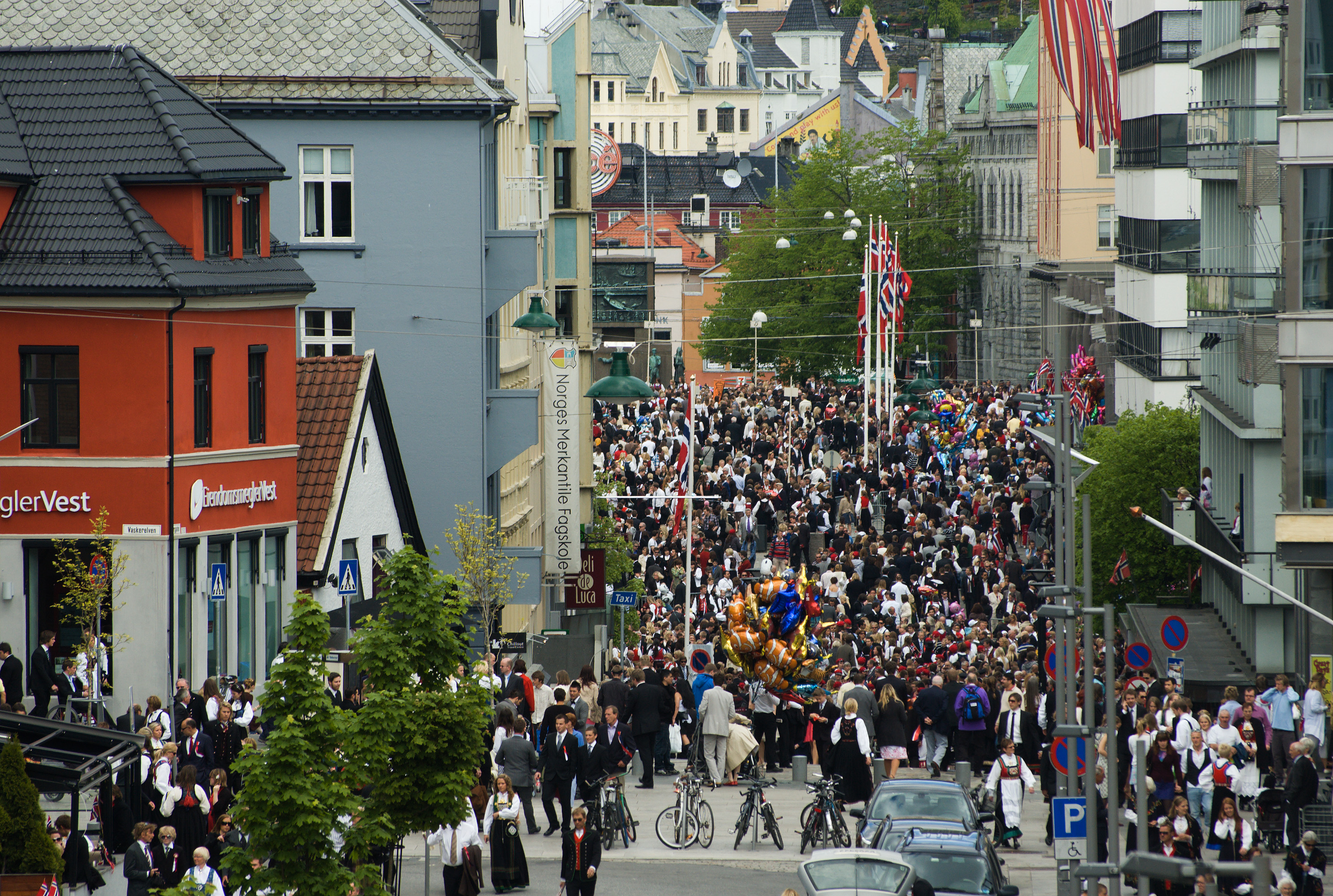
La ciudad de Bergen llena de gente en un 17 de mayo, fuerte tradición de la ciudad.

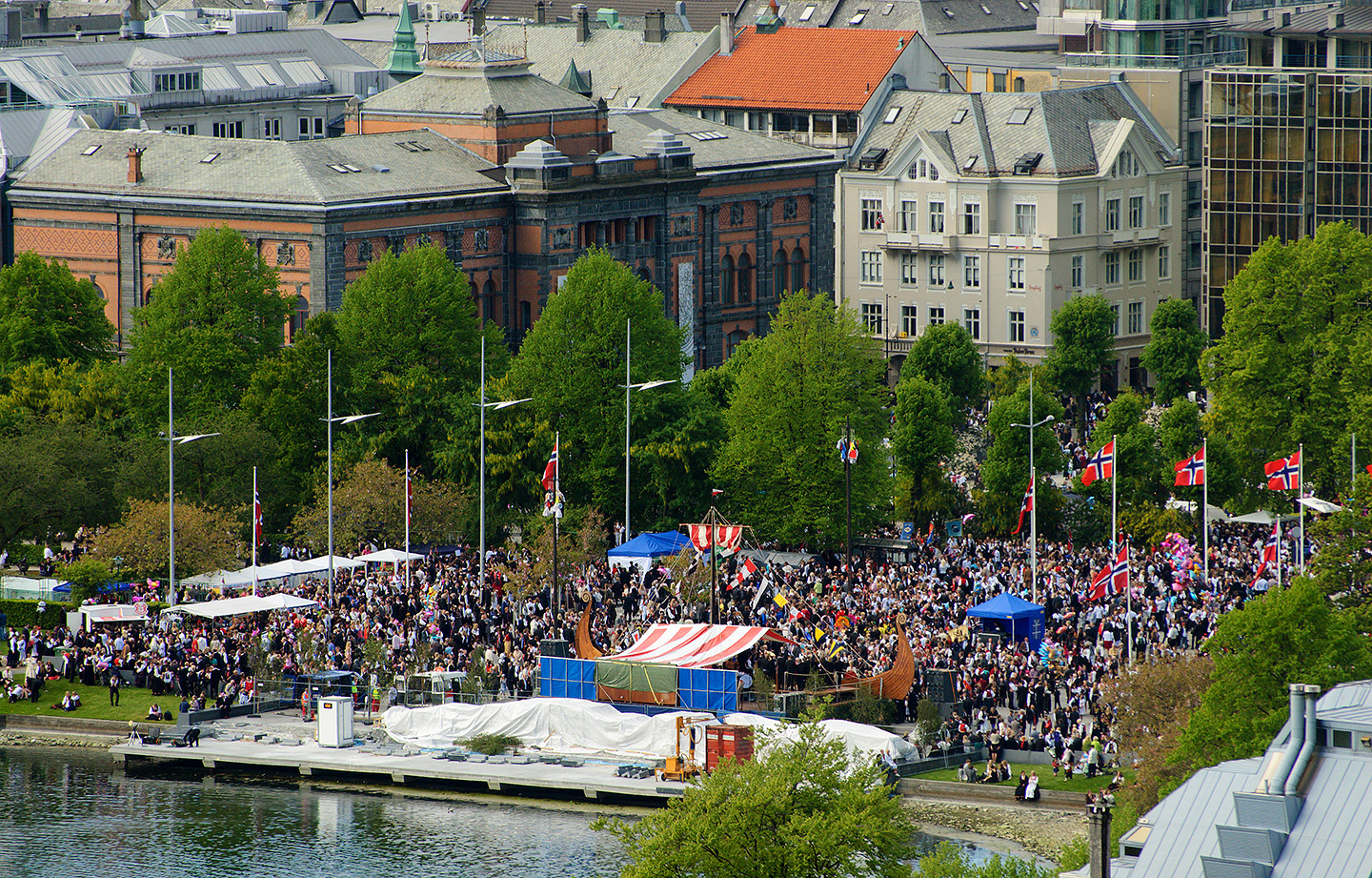
Celebración del día de la constitución noruega en Bergen.

El Día de la Constitución se celebra en la mayoría de los asentamientos pequeños y en las ciudades más grandes de Noruega, con muchas variaciones.
- En Oslo, los niños de todas las escuelas de la ciudad se reúnen para desfilar frente al Palacio Real, donde ellos y la Familia Real intercambian saludos.
- En el municipio de Asker, a las afueras de Oslo, los niños se reúnen fuera de la residencia del Príncipe Heredero y la Princesa en Skaugum por la mañana (lo que da tiempo al Príncipe y su familia para asistir al desfile en Oslo más tarde en el día).
- Bergen tiene sus propias tradiciones para el desfile, incluidas las compañías de cómicos, varias organizaciones locales, un desfile infantil y los únicos buekorps.
- En Trondheim, los niños de todas las escuelas de la ciudad desfilan por las calles de Trondheim por la mañana. Más tarde, por la tarde, comienza el "Desfile de ciudadanos" (Borgertoget). Este es un desfile donde los bomberos, equipos deportivos, asociaciones de estudiantes y otras asociaciones están representados..
- En Stavanger el día comienza con el saludo de armas a las 7 de la mañana. Más tarde hay desfiles infantiles, desfiles de russ y finalmente desfile de ciudadanos. La escuela británica ha seguido desde la década de 1970, seguida por la escuela holandesa y la escuela estadounidense, con banderas de varios países de todo el mundo. También se organiza un día de fiesta internacional en el centro de Bjerkstedparken cada 17 de mayo.
- En Kristiansand, además de los desfiles de escolares y ciudadanos más temprano ese día, la ciudad es conocida por la conclusión del Día Nacional con bailes en las calles ("Tapto") y fuegos artificiales. Para aquellos que desean continuar la fiesta hasta la medianoche, una banda de jazz tradicional con estilos locales toca hasta la medianoche frente a la Fortaleza de Christiansholm (gratuitamente).[5]

Además de los desfiles de niños, las calles de todo el país están llenas de jóvenes y viejos, con atuendos festivos, y vendedores de helados, perros calientes y, últimamente, kebabs.
Aunque el 17 de mayo es el Día Nacional, los extranjeros pueden participar en todas las actividades.

## Celebración en el extranjero

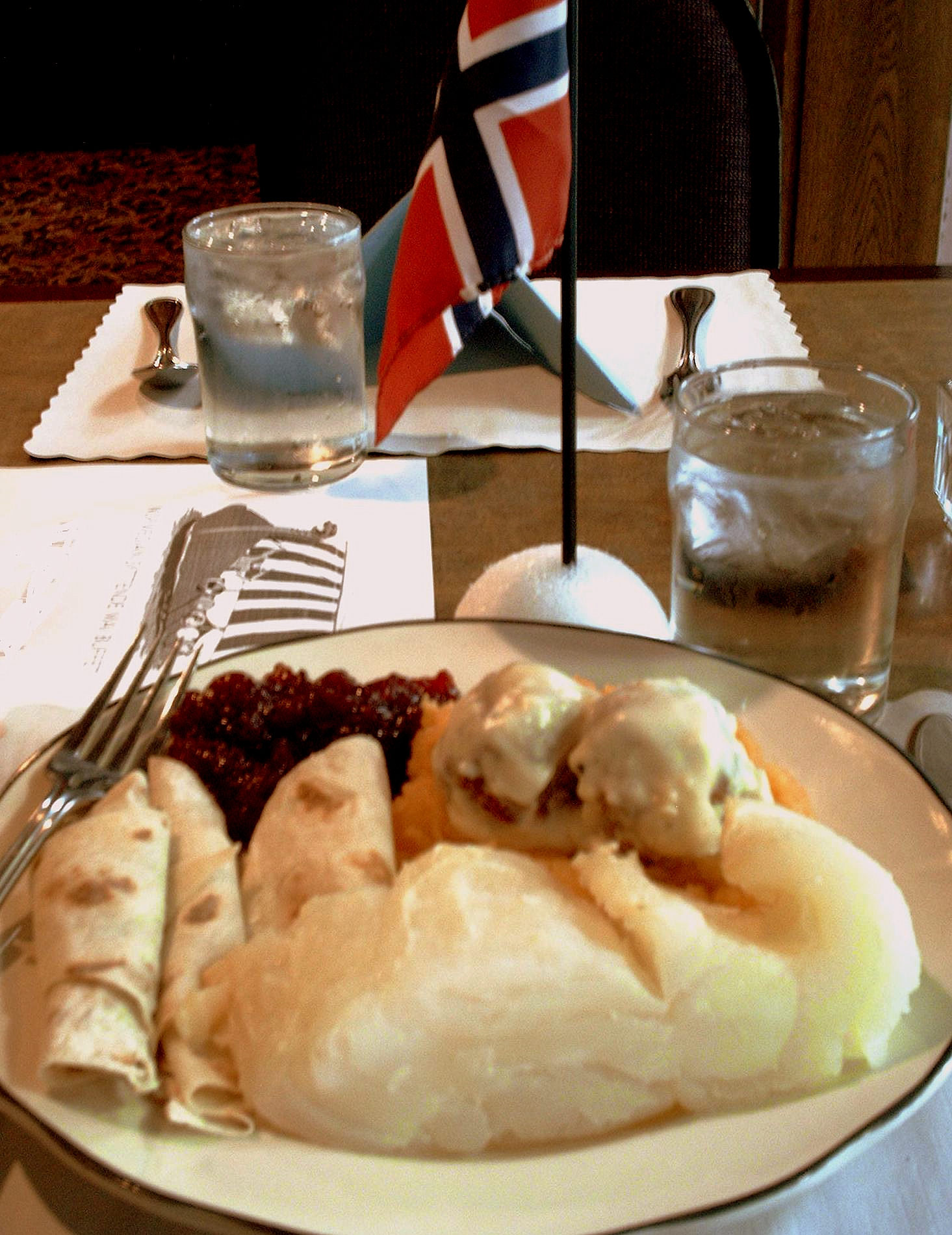
Cena del 17 de mayo en los Estados Unidos de lutefisk, colinabos, albóndigas, mermelada de arándanos rojos y lefse.

Syttende Mai también se celebra en muchas comunidades de inmigrantes noruegos en todo el mundo, con alimentos tradicionales, a veces incluso con lutefisk. En los Estados Unidos y Canadá, las logias locales de los Hijos de Noruega a menudo desempeñan un papel central en la organización de las festividades.
El vecindario de Bay Ridge en Brooklyn, Nueva York, ha tenido un desfile y celebración anual del 17 de mayo desde 1952. Es muy frecuentado y celebrado por noruegos-estadounidenses que emigraron a Brooklyn a principios del siglo XX.
Una celebración importante tiene lugar en Petersburg, Alaska, también conocida como "Little Norway". La ciudad es un asentamiento noruego y conserva fuertemente sus raíces. El festival se celebra el fin de semana más cercano al 17 de mayo e incluye un desfile, bailarines de Leikarring, lanzamiento de arenques, pasteles noruegos como lefse e incluso un paquete de vikingos y valquirias.
Otra celebración importante de Syttende Mai tiene lugar en Stoughton, Wisconsin, que junto con Seattle, Washington, afirma ser el segundo más grande del mundo y el más grande en las festividades de Estados Unidos. Incluye carreras de canoas, dos desfiles, una feria de arte, una carrera de 20 millas que comienza en Madison, Wisconsin, y una gran cantidad de consumo de perritos calientes. El festival presenta a los bailarines noruegos Stoughton High School, un grupo que recorre el país mostrando bailes étnicos tradicionales de Escandinavia.
Las celebraciones más pequeñas de Syttende Mai se llevan a cabo en comunidades de herencia noruega en todo el oeste de Wisconsin, Minnesota y en otras partes del medio oeste de los Estados Unidos. Los miembros del Parlamento de Noruega, Storting, viajan a Chicago para asistir a una celebración de tres días que consiste en un concierto, banquete y desfile organizado por la Liga Nacional Noruega. Spring Grove, Minnesota, también alberga un festival de 3 días el fin de semana más cercano a Syttende Mai, mientras que cerca de Decorah, Iowa, el hogar del Nordic Fest y el Museo Noruego-Americano de Vesterheim, también se celebra un desfile. Syttende Mai también se celebra en Oswego, Nueva York. Desde 1969, la ciudad de Westby, en el oeste de Wisconsin, ha celebrado un festival de cuatro días con auténticas comidas, artesanías noruegas, un "frokost" y servicio a la iglesia noruega.
Otras celebraciones importantes se llevan a cabo en el vecindario de Ballard en Seattle, Washington (que también afirma ser el mayor desfile de Syttende Mai fuera de Oslo), Poulsbo, Wahington, y Bay Ridge, Brooklyn. El pabellón noruego de Epcot en Florida celebra el Día de la Constitución con numerosas banderas alrededor del pabellón, así como desfiles alrededor de la laguna World Showcase. Salt Lake City, Utah, realiza su celebración anual en el International Peace Gardens, donde asisten cada año entre 400 y 700 personas.
La comunidad noruega en Londres celebra cada año el 17 de mayo en Southwark Park. A la celebración asiste un gran número de noruegos en el extranjero, e incluye un pequeño desfile, un servicio tradicional en la iglesia y la venta de alimentos tradicionales noruegos como Solo y makrell i tomat, y muchas banderas noruegas para los noruegos que han dejado las suyas en casa. 
En Orcadas, Escocia, el 17 de mayo es celebrado por la Orkney Norway Friendship Association en reconocimiento a los fuertes vínculos históricos de las islas con Noruega, con celebraciones similares que tienen lugar en las vecinas Shetland.
En Glasgow, Escocia, el 17 de mayo se celebra en Murano Street Student Village, donde los estudiantes noruegos y sus amigos se reúnen para disfrutar de las festividades tradicionales del día. Esto incluye el uso de colores tradicionales noruegos, así como el consumo de grandes cantidades de bebidas alcohólicas.
Estocolmo, Suecia, tiene una gran celebración con un desfile que comienza en Engelbrektsplan y termina en Skansen, en el que más de 10 000 personas participan cada año. El evento incluye la única banda dedicada de marcha de Estocolmo, Det Norske Korpss.
También es común que los noruegos que viven en el extranjero se reúnan y celebren. En algunos países, por lo general donde la población de emigrantes noruegos es pequeña, la embajada noruega o los cónyuges de los diplomáticos organizan el evento.
En Nueva Zelanda, el 17 de mayo se celebra en Fiordland, es como un pequeño pedazo de Noruega en los fiordos y montañas del suroeste de Nueva Zelanda. Todos los edificios de Fjordland están hechos de eucaliptus y están inspirados en la arquitectura noruega. Tienen una exposición de fotos y datos sobre Noruega, comida típica y una presentación con seis caballos del fiordo haciendo una coreografía con música noruega Vi på Langedrag de Sigmund Groven.

Norsewood en Nueva Zelanda también celebra el Día de Noruega con un servicio religioso, espectáculos de bailes folklóricos de escolares y canciones noruegas interpretadas por el coro de la aldea.

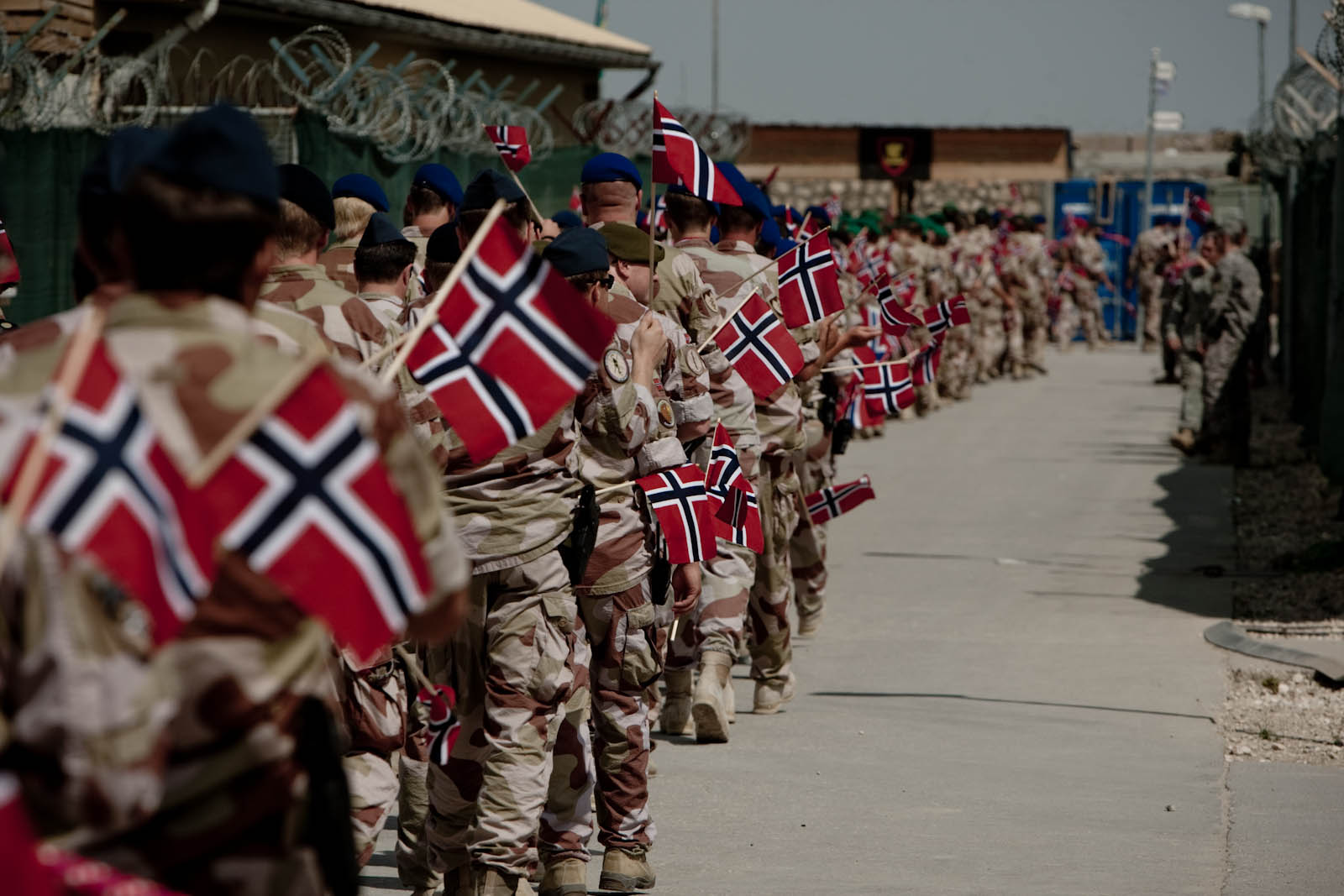
Soldados celebrando la fiesta nacional en Maimana, Afganistán.
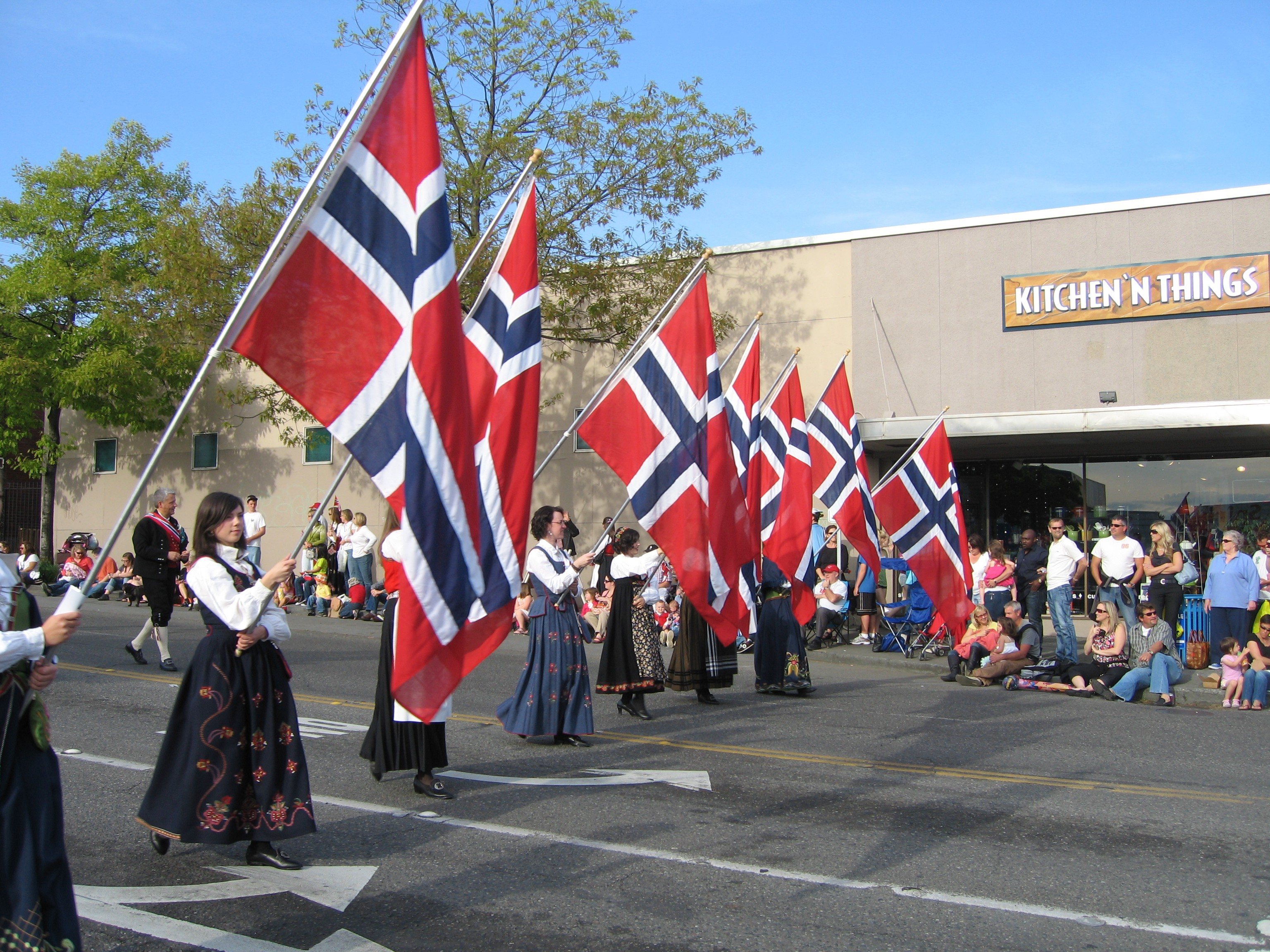
Día de la Constitución noruega, celebrado en Ballard, Seattle.
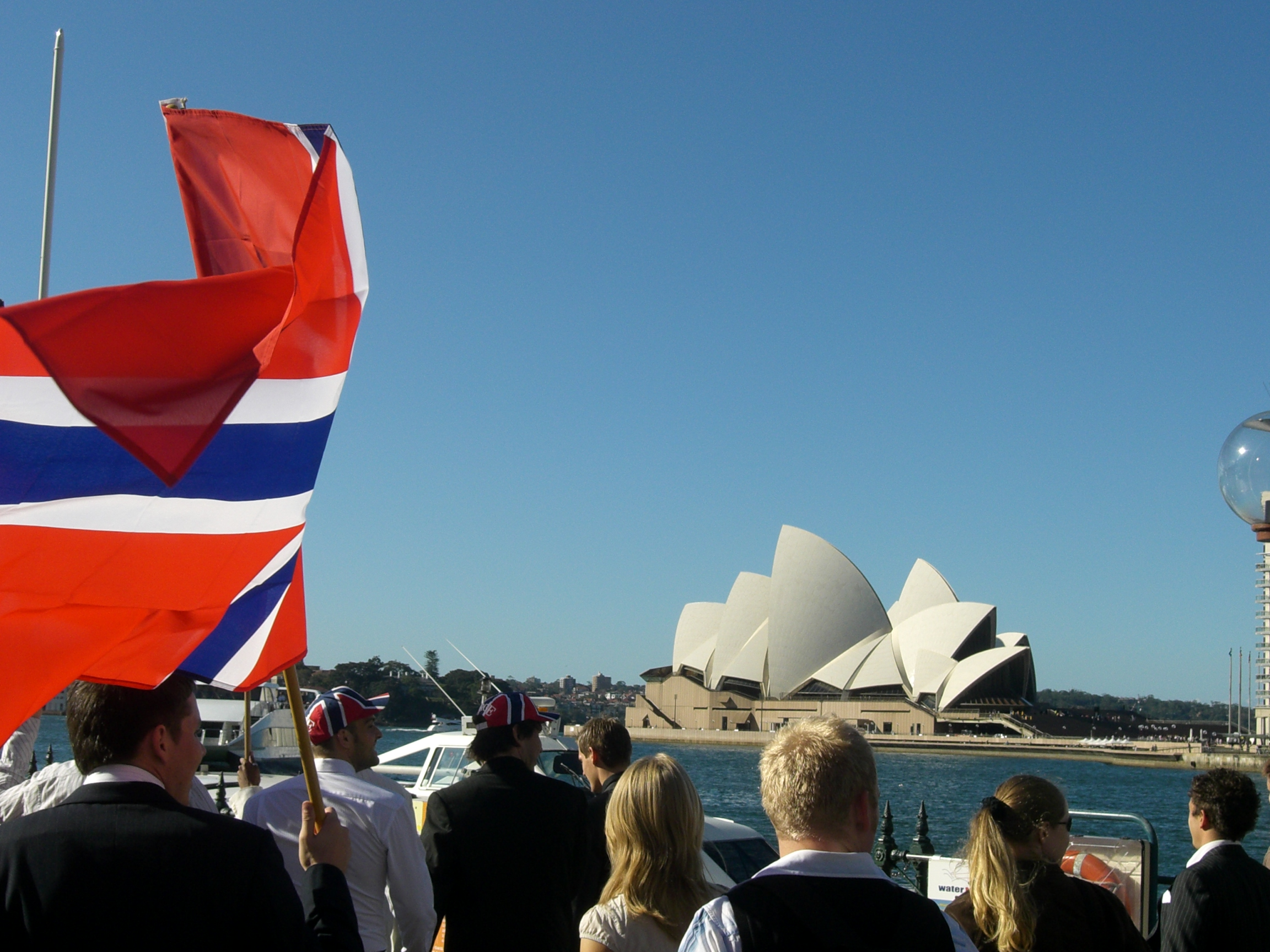
17 de mayo en Sydney, Australia.

## Henrik Wergeland
Se le atribuye al poeta Henrik Wergeland el hecho de que Søttende/Syttende sea un día de celebración para los niños en lugar de un día de orgullo patriótico. En realidad, el día demuestra que los niños, es decir, el futuro del país, son el orgullo patriótico, si seguimos el pensamiento de Wergeland. Las banderas y la música dominan el día, y hay pocos desfiles militares. Para conmemorar su contribución, el russ en Oslo coloca un sombrero de gran tamaño en su estatua cerca del parlamento noruego; la comunidad judía coloca una corona de flores en su tumba por la mañana como un tributo a sus esfuerzos en su nombre.

## Participación militar

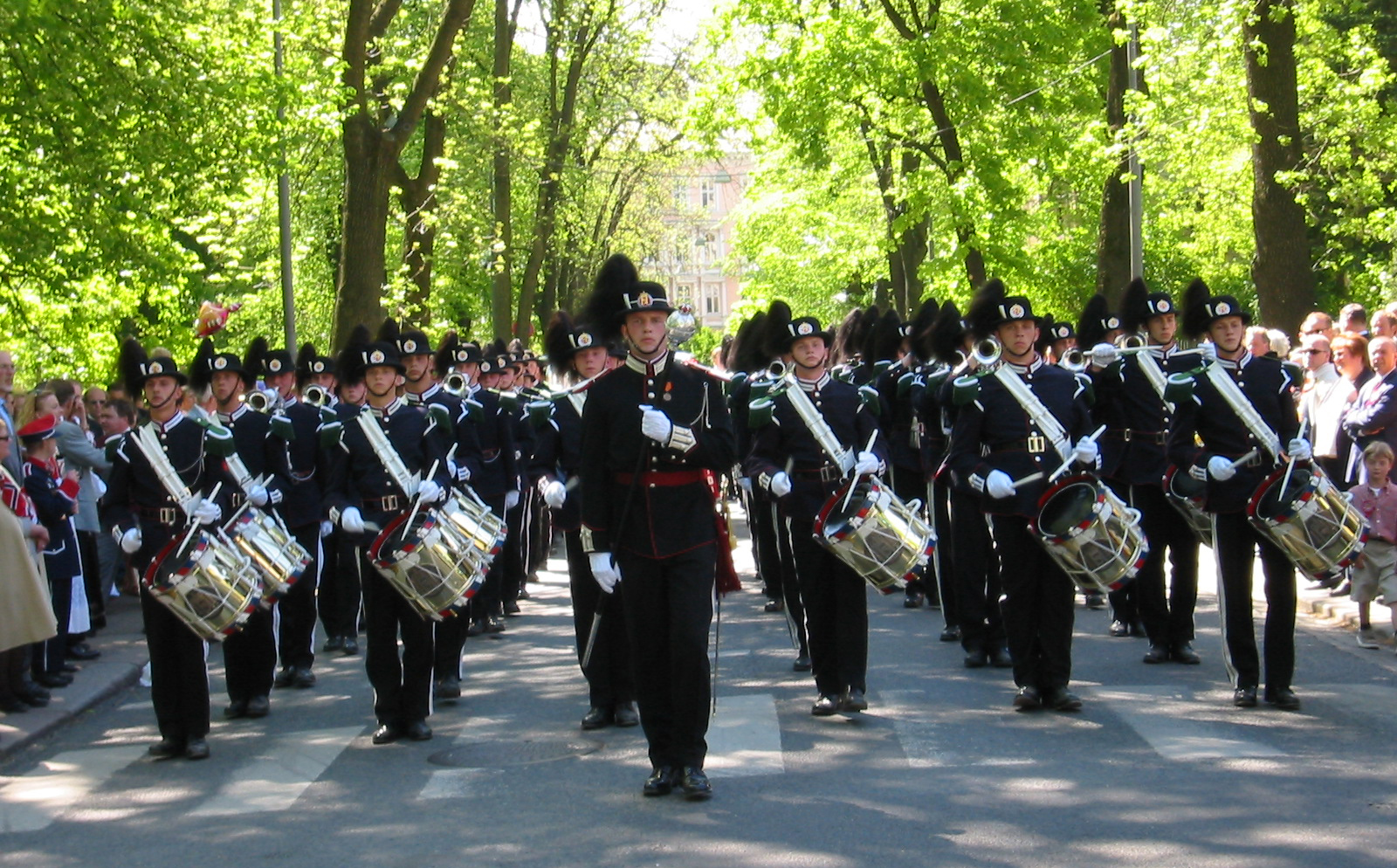
La Guardia Real desfilando en el Día de la Constitución noruega.

La Guardia Real actúa en la calle principal de la ciudad capital, Oslo. Durante el desfile, la Guardia muestra sus ejercicios y habilidades musicales. La banda de marcha de la Guardia Real también asiste al desfile de niños en el centro de Oslo junto con las propias bandas de marcha de las escuelas, sus uniformes negros y su impecable ejercicio son una parte muy popular del desfile de Oslo.
Forsvarets Musikkorps Vestlandet (Cuerpo de Música de las Fuerzas Armadas Noruegas del Oeste de Noruega), seguido por partes de la defensa militar, participa el desfile de Bergen.

## Unas vacaciones inclusivas
El expresidente del parlamento noruego, Jo Benkow, señaló que el día se ha convertido cada vez más en una celebración de la creciente diversidad étnica de Noruega.
Varios factores probablemente han contribuido a la naturaleza inclusiva de la celebración:
- La posición central del desfile de los niños, incluidos todos los escolares de nivel inferior, y por lo tanto también sus padres en la celebración.
- La celebración se centra en las escuelas locales y el desfile de sus niños.
- El desfile de los niños se extiende, tratando de cubrir tantos caminos como sea posible en la comunidad local.
- El bajo foco en el gobierno electo durante la celebración. En la capital, por ejemplo, el desfile de los niños pasa por el lado izquierdo del edificio del parlamento, y el presidente del parlamento tiene permiso para saludar el desfile desde un pequeño balcón,[15] pero el foco principal del desfile es el Palacio Real y la Familia Real. También se debe tener en cuenta que la oficina del presidente del parlamento es principalmente ceremonial y administrativa, a menudo otorgada en la última parte de una carrera política. El primer ministro y el resto del gobierno en curso, por otro lado, no tienen deberes oficiales durante las celebraciones.
- La virtual falta de cualquier celebración centrada en el ejército.

Se puede agregar que el día debe considerarse como una expresión de agradecimiento, en nombre de los viejos valores de libertad, igualdad y fraternidad, la base ideológica de la constitución, y también en nombre de las circunstancias que condujeron a la constitución. El aspecto de "acción de gracias" en las celebraciones nacionales de Noruega se olvida fácilmente en el largo período de 1814.
Ha habido disputa sobre si se deben permitir banderas extranjeras en el desfile. En 2008, el comité de Oslo del 17 de mayo prohibió el uso de banderas extranjeras, pero la orden fue anulada por el alcalde de Oslo, Fabian Stang. Discusiones similares han tenido lugar en otras ciudades. En 2013, el comité de Ålesund del 17 de mayo rechazó una solicitud de una escuela local para usar banderas de papel hechas a mano que también incluían banderas extranjeras. La decisión fue anulada más tarde.